# Hugo Paulikat
Hugo Paulikat (* 15. Juli 1918 in Elberfeld; † 7. Januar 1998 in Castrop-Rauxel) war ein deutscher Politiker (SPD).

## Leben und Beruf

### Öffentliche Ämter
Von 1956 bis 1989 war er Ratsmitglied der Stadt Castrop-Rauxel für den Ortsteil Ickern. Paulikat amtierte von 3. Juni 1971 bis 1975 als Oberbürgermeister, von 1975 bis 1989 als Bürgermeister der Stadt Castrop-Rauxel.

## Ehrungen
- 1979 Ehrenbürger der Stadt Castrop-Rauxel
- Hugo Paulikat Gedenkstein in Castrop-Rauxel Ickern[1]